# Murska Sobota
Murska Sobota (Hongaars: Muraszombat; Duits: Olsnitz; Prekmurees: Mürska Subouta of Mürska Sobota) is de hoofdstad van de Sloveense provincie Prekmurje. Het ligt 60 km ten noordoosten van Maribor en op korte afstand van zowel Oostenrijk als Hongarije. De stad is genoemd naar de rivier de Mur (maar ligt aan een zijrivier daarvan, de Ledava en naar de zaterdagse markt die er plaatsvond. Murska Sobota telde in 2002 20.080 inwoners (waarvan 17.637 Slovenen, 439 Roma en 138 Hongaren).
Murska Sobota werd in 1348 voor het eerst genoemd. Het oorspronkelijke Muraszombat werd in 1605 verwoest door de troepen van de anti-Habsburgse István Bocskai en vervolgens op de huidige locatie herbouwd rond het kasteel van de adellijke familie Szápáry. Dit kasteel dateert uit de 15e eeuw en is sinds 1936 een streekmuseum (Prokrajinski muzej, Trubarjev drevored 4). Tot 1920 bleef Murska Sobota bij Hongarije horen (comitaat Vas). Ook in de Tweede Wereldoorlog werd het door het Hongaarse leger bezet. Op 7 april 2006 werd Murska Sobota zetel van het bisdom Murska Sobota, suffragaan aan het aartsbisdom Maribor.
In de omgeving van Murska Sobota liggen enkele kuuroorden.

## Plaatsen in de gemeente
Bakovci, Černelavci, Krog, Kupšinci, Markišavci, Murska Sobota, Nemčavci, Polana, Rakičan, Satahovci, Veščica

## Sport
Murska Sobota is de thuisstad van NŠ Mura, een club uit de hoogste Sloveense divisie die zijn thuiswedstrijden speelt in het Stadion Fazanerija.

## Geboren
- Milan Osterc (1975), voetballer
- Mitja Mörec (1983), voetballer
- Nika Zorjan (1992), zangeres

Apače · Beltinci · Cankova · Črenšovci · Dobrovnik · Gornja Radgona · Gornji Petrovci · Grad · Hodoš · Kobilje · Križevci · Kuzma · Lendava · Ljutomer · Moravske Toplice · Murska Sobota · Odranci · Puconci · Radenci · Razkrižje · Rogašovci · Šalovci · Sveti Jurij · Tišina · Turnišče · Velika Polana · Veržej
1. ↑  Cities in Slovenia.